# The Great Deceiver (együttes)
A The Great Deceiver svéd hardcore punk/metal együttes, amelyet az At the Gates frontembere, Tomas Lindberg alapított az ATG 1996-os feloszlása után. A Discogs 1996-ra datálja az együttes megalakulását, míg a Spirit of Metal szerint 1999-ben alakultak. Eredetileg "Hide" volt a nevük. Zenéjükben a hardcore punk és a metal hangzás keveredik.

## Tagjai
- Tomas Lindberg - ének
- Matti Lundell - basszusgitár
- Johan Österberg - gitár
- Ulf Scott - dob
- Kristian Wåhlin - gitár

## Korábbi tagok
- Hans Nilsson - dob

## Diszkográfia
- Cave In (EP, 1999)
- Jet Black Art (EP, 2000)
- A Venom Well Designed (album, 2002)
- Terra Incognito (album, 2004)
- Life is Wasted on the Living (album, 2007)